# University of Belize
Die Universität von Belize (engl. University of Belize) ist die nationale Universität des mittelamerikanischen Staates Belize. Sie entstand im Jahr 2000 aus mehreren Vorläufereinrichtungen.

## Geschichte
Am 1. August 2000 wurde die Universität von Belize (UB) aus einer Fusion von fünf Einrichtungen gegründet, dem University College of Belize (UCB), dem Belize Technical College (BTC), dem Belize Teachers' Training College (BTTC), der Belize School of Nursing (BSN) und dem Belize College of Agriculture (BCA). Der Central Campus befindet sich seit 2004 in Belmopan, der Hauptstadt Belizes.

## Bildungsangebot
Die Universität von Belize ist eine englischsprachige Einrichtung für Hochschulbildung an mehreren Standorten in Belize. Sie bietet Zertifikate, Diplome, Associate Degrees, Bachelor Degrees und einen Graduate Degree an.

### Bachelor-Studiengänge
- Biology Education (BBIE)
- Business Education (BBUE) mit Schwerpunkt:
  - Accounting (BBUA)
  - Information Technology (BBUC)
  - Management (BBUM)
- English Education (BENE)
- History (BHIS)
- Math Education (BMAE)
- Primary Education (BPRE)
- Spanish Education (BSED)

### Graduate Degree
- Education Methodology (DEDM)

## Präsidenten
| Name                 | Zeitraum  | Anmerkungen            |
| -------------------- | --------- | ---------------------- |
| Angel Cal            | 2000–2002 |                        |
| Corinth Morter-Lewis | 2003      | Interims-Präsident     |
| Corinth Morter-Lewis | 2004–2007 |                        |
| Santos Mahung        | 2007–2010 |                        |
| Corinth Morter-Lewis | 2010–2011 | Interims-Präsident     |
| Cary F. Fraser       | 2011–2013 |                        |
| Wilma Wright         | 2013–2014 | Amtierende Präsidentin |
| Alan D. Slusher      | 2014–     |                        |